# Cronoscalata Alghero-Scala Piccada
La Alghero-Scala Piccada è una cronoscalata automobilistica, che si svolge nella Sardegna nord-occidentale sul primo tratto della strada statale 292 Nord Occidentale Sarda, da Alghero verso Villanova Monteleone (SS), lungo 6285 m (dal km 2+633 al km 8+918).
È valevole per il Trofeo italiano velocità montagna, la Coppa Italia montagna nord e la Coppa Italia montagna sud, l'unica crono sarda assieme alla Iglesias-Sant'Angelo a farne parte. 
Viene organizzata dall'Automobile Club d'Italia - Commissione Sportiva Automobilistica Italiana di Sassari, in collaborazione col Comune di Alghero, patrocinio della Provincia di Sassari e della Regione Sardegna. Si svolge dal 1955 e venne ideata dal marchese Franco di Suni.
È la cronoscalata più antica in assoluto tra quelle sarde, e la terza più antica in Italia, per questo motivo è una delle gare più seguite ma anche ambite, del genere.
Ha legato il suo nome a piloti di grosso spessore, come ad esempio Simone Faggioli, Mauro Nesti ed Ezio Baribbi, mentre tra i piloti locali di successo, spiccano i nomi di Sergio Farris, Uccio Magliona ed Omar Magliona.
Il percorso è abbastanza tecnico, soprattutto per i primi due chilometri circa.
Successivamente la pista risulta un po' meno curvilinea, con pieghe un po' meno decise, anche se la parte centrale presenta due tornanti abbastanza stretti.

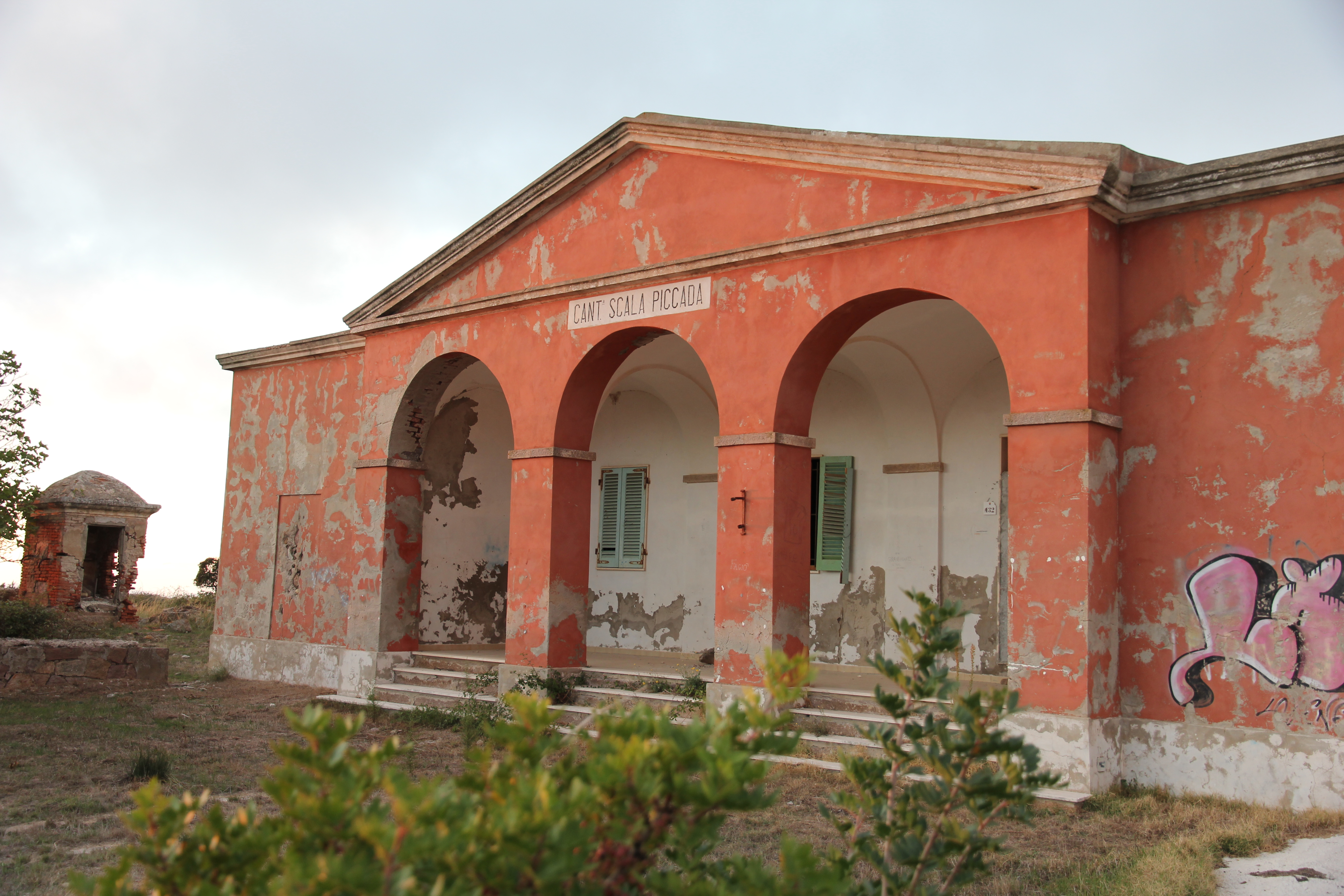
La casa cantoniera di Scala Piccada, situata di fronte al traguardo

Una delle caratteristiche principali è la coreografia, offerta dalla riviera del Corallo, che rende lo scenario molto suggestivo, ma anche l'ampiezza della sede stradale, che per quanto nella norma è decisamente superiore a quella presente in altre cronoscalate sarde, come ad esempio quella di Cuglieri-La Madonnina.
Ad eccezione della prima edizione, la gara è sempre stata vinta da piloti italiani.
Nel 1955 infatti, se la aggiudicò Gilberte Thirion, che oltre ad essere l'unica partecipante non italiana ad imporsi, è stata anche l'unica donna a vincere questa cronoscalata.
Al 2010 il record di vittorie appartiene ad Ezio Baribbi, con ben nove successi, di cui quattro consecutivi; grazie anche alle vittorie di Giuseppe Tambone ed Edoardo Lualdi, la Lombardia è risultata essere la regione più vincente in questa gara, seguita dalla Sardegna con sei successi ad opera degli assi locali, Uccio Magliona (unico pilota sardo a primeggiare più di una volta),  Sergio Farris, Franco Lasia, Franco Locci ed Omar Magliona.
Sul podio di questa particolare classifica, si piazza con successo la regione Toscana, anche lei a quota sei successi, tutti ottenuti con piloti di grosso calibro, ossia Mauro Nesti, Simone Faggioli,  David Baldi, Franco Cinelli e Mauro Sacchini.
Per quanto concerne i costruttori invece, l'Osella primeggia su tutte le altre case, come d'altronde è successo in tutte le altre gare del genere, dagli anni settanta in poi.
Le vetture piemontesi si sono aggiudicate 28 edizioni, 15 consecutive dal 1978 (vittoria di Franco Locci) al 1992 (per mano di Ezio Baribbi).
Segue la Abarth con cinque vittorie e l'Alfa Romeo con tre.

## Albo d'oro
| Edizione | Anno       | Pilota                  | Vettura                      | Risultati ufficiali                                |
| -------- | ---------- | ----------------------- | ---------------------------- | -------------------------------------------------- |
| 1°       | 1955       | Gilberte Thirion        | Mercedes 300 SL              |                                                    |
| 2°       | 1956       |                         |                              | Gara motociclistica                                |
| 3°       | 1957       |                         |                              | Gara motociclistica                                |
| 4°       | 1958       |                         |                              | Gara motociclistica                                |
| 5°       | 1959       |                         |                              | Gara motociclistica                                |
| 6°       | 1960       |                         |                              | Gara motociclistica                                |
| 7°       | 1961       | Edoardo Lualdi          | Ferrari 3000 GTO             |                                                    |
| 8°       | 1962       | Piero Frescobaldi       | Lancia Flaminia Sport Zagato |                                                    |
| 9°       | 1963       | Giuseppe Rebaudi        | Abarth                       |                                                    |
| 10°      | 1964       | Angelo Gilberti         | Abarth Sinca 1300            |                                                    |
| 11°      | 1965       | "Noris"                 | Porsche 904                  |                                                    |
| 12°      | 1966       | Michelangelo Prigigallo | Alfa Romeo Giulia            |                                                    |
| 13°      | 1967       | Giampiero Raffa         | Alfa Romeo GTA               |                                                    |
|          | 1968       |                         |                              | Percorso impraticabile, non disputata              |
|          | 1969       |                         |                              | Percorso impraticabile, non disputata              |
|          | 1970       |                         |                              | Percorso impraticabile, non disputata              |
| 14°      | 1971       | Amphicar                | Fiat Abarth 2000             |                                                    |
| 15°      | 1972       | Angelo Giliberti        | Abarth 2000                  |                                                    |
| 16°      | 1973       | Amphicar                | Chevron B/23                 |                                                    |
| 17°      | 1974       | Alessandro Cocchetti    | Chevron B/23                 |                                                    |
| 18°      | 1975       | Franco Pilone           | Abarth Osella BMW            |                                                    |
| 19°      | 1976       | Domenico Scola          | BMW 2000                     |                                                    |
| 20°      | 1977       | Domenico Scola          | Lola 3000                    |                                                    |
| 21°      | 1978       | Franco Locci            | Osella PA/5                  |                                                    |
| 22°      | 1979       | Mauro Sacchini          | Osella PA/6 2000             |                                                    |
| 23°      | 1980       | Sergio Farris           | Osella PA/6 2000             |                                                    |
| 24°      | 1981 1 ed. | Mauro Sacchini          |                              |                                                    |
| 25°      | 1981 2 ed. | Uccio Magliona          | Osella PA/9 2000             |                                                    |
| 26°      | 1982 1 ed. | Uccio Magliona          |                              |                                                    |
| 27°      | 1982 2 ed. | Uccio Magliona          | Osella PA/9 2000             |                                                    |
| 28°      | 1983       | Piero Nappi             | Osella PA/9 2000             |                                                    |
| 29°      | 1984       | Giuseppe Tambone        | Osella PA/10 2000            |                                                    |
| 30°      | 1985       | Ezio Baribbi            | Osella PA/10 2000            |                                                    |
| 31°      | 1986       | Ezio Baribbi            | Osella PA/10 2000            |                                                    |
| 32°      | 1987       | Ezio Baribbi            | Osella PA/10 2000            |                                                    |
| 33°      | 1988       | Ezio Baribbi            | Osella PA/10 2000            |                                                    |
| 34°      | 1989       | Giuseppe Tambone        | Osella PA/10 2000            |                                                    |
| 35°      | 1990       | Ezio Baribbi            | Osella PA/9 2000             |                                                    |
| 36°      | 1991       | Ezio Baribbi            | Osella PA/10 2000            |                                                    |
| 37°      | 1992       | Ezio Baribbi            | Osella PA/9 2000             |                                                    |
| 38°      | 1993       | Pasquale Irlando        | Alfa Romeo 155 GTA           |                                                    |
| 39°      | 1994       | Mauro Nesti             | Lucchini BMW                 |                                                    |
| 40°      | 1995       | Pasquale Irlando        | Osella BMW                   |                                                    |
| 41°      | 1996       | Mauro Nesti             | Lucchini                     |                                                    |
|          | 1997       |                         |                              | Non disputata                                      |
| 42°      | 1998       | Ezio Baribbi            | Osella PA/20 BMW             |                                                    |
| 43°      | 1999       | Ezio Baribbi            | Osella PA/20 BMW             |                                                    |
| 44°      | 2000       | Franz Tschager          | Osella PA/20                 |                                                    |
| 45°      | 2001       | Franco Cinelli          | Osella PA20/S                |                                                    |
| 46°      | 2002       | Erasmo Bologna          | Osella PA20/S                |                                                    |
| 47°      | 2003       | Giovanni Mezzasalma     | Osella BMW                   | 5:28.73 (2:48.71 1ª manche - 2:40.02 2ª manche)    |
| 48°      | 2004       | Pasquale Irlando        | Osella PA21/2                |                                                    |
| 49°      | 2005       | Simone Faggioli         | Osella PA21/S                | 5:08.22                                            |
| 50°      | 2006       | Franco Lasia            | Osella PA20                  | 5’12.38 (2’35.581ª manche - 2’36.80 2ª manche)     |
| 51°      | 2007       | Omar Magliona           | Osella PA21                  | 5’08”39 (2’34”35 1ª manche - 2’34”04 2ª manche)    |
| 52°      | 2008       | David Baldi             | Osella PA27 E2 M3000         | 4’53”591                                           |
| 53°      | 2009       | David Baldi             | Osella FA 30 Zytek           | 4’46.528 (2'24.258 1ª manche - 2'22.270 2ª manche) |
| 54°      | 2010       | Cristian Merli          | Picchio PA4 E2               | 4'46.13 (2'23.23 1ª manche - 2'22.90 2ª manche)    |
|          | 2011       |                         |                              | Non disputata                                      |
|          | 2012       |                         |                              | Non disputata                                      |
|          | 2013       |                         |                              | Non disputata                                      |
|          | 2014       |                         |                              | Non disputata                                      |
| 55°      | 2015       | Omar Magliona           |                              |                                                    |
|          | 2016       |                         |                              | Non disputata                                      |
| 56°      | 2017       | Omar Magliona           |                              | 5’19”37 (2’40”13 1ª manche - 2’39”24 2ª manche)    |
| 57°      | 2018       | Omar Magliona           |                              | 5'20”31                                            |
| 58°      | 2019       | Diego Degasperi         | Osella FA 30                 |                                                    |
| 59°      | 2020       | Simone Faggioli         | Norma M20 FC                 | 2’14”44 1ª manche 2’15”81 2ª manche                |
| 60°      | 2021       | Domenico Cubeda         | Osella FA 30                 | 2’20”95 1ª manche 2’21”05 2ª manche                |
|          | 2022       |                         |                              | Non disputata                                      |
| 61°      | 2023       | Simone Faggioli         | Norma M20 FC                 | 2’38”40 1ª manche 2’34”40 2ª manche                |

## Vittorie per pilota
- 9
  Ezio Baribbi
- 4
  Omar Magliona
- 3
  Simone Faggioli
 Pasquale Irlando
- 2
 Amphicar
  Angelo Giliberti
  Uccio Magliona
  Mauro Nesti
  Domenico Scola
  Giuseppe Tambone
  David Baldi

- 1
  Erasmo Bologna
  Franco Cinelli
 Alessandro Cocchetti
  Sergio Farris
 Piero Frescobaldi
  Franz Tschager
  Franco Lasia
  Franco Locci
  Edoardo Lualdi
  Giovanni Mezzasalma
  Piero Nappi
 Noris
  Franco Pilone
 Prigigallo
 Giuseppe Raffa
 Giuseppe Rebaudi
  Mauro Sacchini
 Gilberte Thirion

## Vittorie per costruttore
- 28
 Osella Corse
- 5
 Abarth
- 3
 Alfa Romeo
- 2
 Chevron
 Lucchini Engineering
- 1
 BMW
 Ferrari
 Mercedes-Benz